# Декејтур (Тексас)
Декејтур (енгл. Decatur) град је у америчкој савезној држави Тексас. Налази се у округу Вајз, чије је седиште. По попису становништва из 2010. у њему је живело 6.042 становника.

## Демографија
Према попису становништва из 2010. у граду је живело 6.042 становника, што је 841 (16,2%) становника више него 2000. године.
| Група             | 2000.         | 2010.         |
| Белци             | 3.811 (73,3%) | 4.018 (66,5%) |
| Афроамериканци    | 103 (2,0%)    | 94 (1,6%)     |
| Азијати           | 38 (0,7%)     | 47 (0,8%)     |
| Хиспаноамериканци | 1.172 (22,5%) | 1.827 (30,2%) |
| Укупно            | 5.201         | 6.042         |